# Mackinlayaceae
Mackinlayaceae is een botanische naam, voor een familie van tweezaadlobbige planten. Een familie onder deze naam wordt heel zelden erkend door systemen van plantentaxonomie, maar wel door het APG II-systeem (2003). De APWebsite [20 dec 2006] wijkt af van APG II door deze planten in te voegen bij de schermbloemenfamilie (Umbelliferae, oftewel Apiaceae) en erkent een dergelijke familie dus ook niet.
Het gaat om een vrij kleine familie van houtige planten. De traditionele plaatsing voor deze planten is in de klimopfamilie Araliaceae.